# Прудские Выселки
Прудские Выселки — деревня в Михайловском районе Рязанской области России. Входит в состав Щетининского сельского поселения.

## Название
До переименования носила название Парточки.

## География
Деревня находится на берегу реки Алешенка, при федеральной трассе Р-22 Каспий. С северной части смыкается с селом Заречье 2, в северо-западной — с деревнями Прудские Телятники, Комаревка

### Климат
Климат, как и во всем районе, умеренно-континентальный, характеризующийся теплым, но неустойчивым летом, умеренно-суровой и снежной зимой. Ветровой режим формируется под влиянием циркуляционных факторов климата и физико-географических особенностей местности. Атмосферные осадки на территории района определяются главным образом циклонической деятельностью и в течение года распределяются неравномерно.
Согласно статистике ближайшего крупного населённого пункта — г. Рязани, средняя температура января −7.0 °C (днём) / −13.7 °C (ночью), июля +24.2 °C (днём) / +13.9 °C (ночью).
Осадков около 553 мм в год, максимум летом.
Вегетационный период около 180 дней.
Почвы представляют собой деградированный чернозем. Подпочвой обычно служит лесс или лессовидный суглинок, подстилаемый глиной.

### Часовой пояс
Деревня Прудские Выселки, как и вся Рязанская область, находится в часовой зоне МСК (московское время). Смещение применяемого времени относительно UTC составляет +3:00.

## История
Основана в XIX веке переселенцами из деревни Прудская. До 1924 года деревня входила в состав Маковской волости Михайловского уезда Рязанской губернии.

## Население
| 1906 | 1929  | 2007 | 2010 |
| ---- | ----- | ---- | ---- |
| 869  | ↗1176 | ↘220 | ↘188 |

## Известные уроженцы
- Мерзлов, Анатолий Алексеевич (1954—1972) — советский механизатор, погибший при спасении урожая и сельскохозяйственной техники.

## Инфраструктура
Личное подсобное хозяйство с зоной сельскохозяйственного использования, индивидуальная застройка усадебного типа.
Основа экономики — сельское хозяйство.

## Транспорт
Автобусное сообщение с райцентром. Остановка общественного транспорта «Прудские Выселки».